# 요시오카 마사카즈
요시오카 마사카즈(일본어: 吉岡 雅和, 1995년 3월 9일~)는 일본의 축구 선수이다.

## 구단 경력
그는 2017년 J2리그의 V-파렌 나가사키에 입단했다. 2017년 J2리그 준우승으로 J1리그로 승격했다. 2018년 6월 J3리그의 카탈레 도야마로 임대 이적했다. 2019년 J2리그의 V-파렌 나가사키로 복귀했다. 2020년까지 V-파렌 나가사키에서 63경기에 출전하여, 7득점을 넣었다. 2021년 J1리그의 아비스파 후쿠오카로 이적했다. 2022년 J2리그의 레노파 야마구치 FC로 이적했다. 2024년까지 93경기에 출전하여, 2득점을 넣었다. 2025년 블라우블리츠 아키타로 이적했다.